# Haematopota inconspicua
Haematopota inconspicua är en tvåvingeart som beskrevs av Ricardo 1911. Haematopota inconspicua ingår i släktet Haematopota och familjen bromsar. Inga underarter finns listade i Catalogue of Life.